# Oscar de la meilleure musique de film

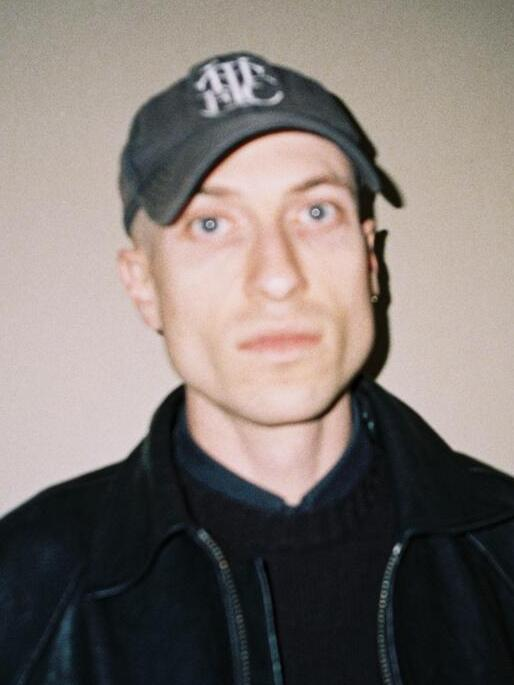
Daniel Blumberg, vainqueur de l'Oscar de la meilleure musique de film en 2025.

L’Oscar de la meilleure musique de film (Academy Award for Best Original Music Score) est une récompense cinématographique américaine décernée chaque année depuis 1935 par l’Academy of Motion Picture Arts and Sciences (AMPAS), laquelle décerne également tous les autres Oscars du cinéma.
Ce prix récompense les compositeurs d'une partition musicale écrite pour un film, une autre catégorie récompensant parallèlement la meilleure chanson originale.

## Palmarès
De 1935 à 1938, le prix est décerné au département musique des studios et non aux compositeurs eux-mêmes. Jusqu'en 1946, le nombre de nominations était libre (culminant cette année-là à vingt-et-un). Depuis 1947, il est fixé à cinq (exception faite de la catégorie Meilleure partition de chansons et adaptation musicale limitée à trois nominations de 1973 à 1985).
Selon les années, la récompense a été divisée en deux catégories annexes (certains films ont été nommés simultanément dans les deux catégories).
Note : L'année indiquée est celle de la cérémonie, récompensant les films sortis au cours de l'année précédente. Les lauréats sont indiqués en caractères gras.

### Années 1930
De 1935 à 1938, la catégorie « Meilleure partition » (Best scoring) récompense le département musique des studios.
- 1935 : Une nuit d'amour (One Night of Love) – Columbia Pictures (Louis Silvers, directeur du département musique ; Gus Kahn et Victor Schertzinger, compositeurs)
  - La Joyeuse Divorcée (The Gay Divorcee) – RKO Pictures (Max Steiner, directeur du département musique ; Kenneth S. Webb et Samuel Hoffenstein, compositeurs)
  - La Patrouille perdue (The Lost Patrol) – RKO Pictures (Max Steiner, directeur du département musique et compositeur)
- 1936 : Le Mouchard (The Informer) – RKO Pictures (Max Steiner, directeur du département musique et compositeur)
  - Capitaine Blood (Captain Blood) – Warner Bros. (Leo F. Forbstein, directeur du département musique ; Erich Wolfgang Korngold, compositeur)
  - Les Révoltés du Bounty (Mutiny of the Bounty) – Metro-Goldwyn-Mayer (Nat W. Finston, directeur du département musique ; Herbert Stothart, compositeur)
  - Peter Ibbetson – Paramount Pictures (Irvin Talbot, directeur du département musique ; Ernst Toch, compositeur)
- 1937 : Anthony Adverse – Warner Bros. (Leo F. Forbstein, directeur du département musique ; Erich Wolfgang Korngold compositeur)
  - La Charge de la brigade légère (The Charge of the Light Brigade) – Warner Bros. (Leo F. Forbstein, directeur du département musique ; Max Steiner, compositeur)
  - Le Jardin d'Allah (The Garden of Allah) – Selznick International Pictures (Max Steiner, directeur du département musique et compositeur)
  - Le général est mort à l'aube (The General Died at Dawn) – Paramount Pictures (Boris Morros (en), directeur du département musique ; Werner Janssen, compositeur)
  - Sous les ponts de New York (Winterset) – RKO Pictures (Nathaniel Shilkret, directeur du département musique et compositeur)
- 1938 : Deanna et ses boys (One Hundred Men and a Girl) – Universal Studio (Charles Previn, directeur du département musique ; compositeur non crédité)
  - Hurricane – Samuel Goldwyn Studio (Alfred Newman, directeur du département musique et compositeur)
  - L'Incendie de Chicago (In Old Chicago) – 20th Century-Fox (Louis Silvers, directeur du département musique)
  - La Vie d'Émile Zola (The Life of Emile Zola) – Warner Bros. (Leo F. Forbstein, directeur du département musique ; Max Steiner, compositeur)
  - Horizons perdus (Lost Horizon) – Columbia Pictures (Morris Stoloff, directeur du département musique ; Dimitri Tiomkin, compositeur)
  - Make a Wish (en) – Principal Productions (Hugo Riesenfeld, directeur du département musique et compositeur)
  - Le Chant du printemps (Maytime) – Metro-Goldwyn-Mayer (Nat W. Finston, directeur du département musique ; Herbert Stothart, compositeur)
  - Portia on Trial – Republic Studio (Alberto Colombo, directeur du département musique et compositeur)
  - Le Prisonnier de Zenda (The Prisoner of Zenda) – Selznick International Pictures (Alfred Newman, directeur du département musique et compositeur)
  - Pour un baiser (Quality Street) – RKO Pictures (Roy Webb, directeur du département musique et compositeur)
  - Blanche-Neige et les Sept Nains (Snow White and the Seven Dwarfs) – Walt Disney Pictures (Leigh Harline, directeur du département musique ; Frank Churchill, Leigh Harline et Paul J. Smith compositeurs)
  - Hollywood Hollywood (Something to Sing About) – Grand National Studio (Constantin Bakaleinikoff, directeur du département musique ; Victor Schertzinger, compositeur)
  - Âmes à la mer (Souls at Sea) – Paramount Pictures (Boris Morros (en), directeur du département musique ; W. Franke Harling et Milan Roder, compositeurs)
  - Laurel et Hardy au Far West (Way Out West) – Hal Roach Studio (Marvin Hatley (en), directeur du département musique et compositeur)

De 1939 à 1941, il y a deux catégories : « Meilleure partition originale » (Best original score) et « Meilleure adaptation musicale » (Best scoring).
- 1939 :
  - Meilleure partition originale : Les Aventures de Robin des Bois (The Adventures of Robin Hood) – Erich Wolfgang Korngold
    - Army Girl – Victor Young
    - Têtes de pioche (Block-Heads) – Marvin Hatley (en)
    - Blocus (Blockade) – Werner Janssen
    - Sérénade sur la glace (Breaking the Ice) – Victor Young
    - Madame et son cowboy (The Cowboy and the Lady) – Alfred Newman
    - Le Roi des gueux (If I Were King) – Richard Hageman
    - Marie Antoinette (Marie Antoinette) – Herbert Stothart
    - Pacific Liner – Robert Russell Bennett
    - Suez – Louis Silvers
    - La Famille sans-souci (The Young in Heart) – Franz Waxman

  - Meilleure adaptation musicale : La Folle Parade (Alexander's Ragtime Band) – Alfred Newman
    - Amanda (Carefree) – Victor Baravalle
    - Pensionnat de jeunes filles (Girls' School) – Morris Stoloff et Gregory Stone
    - The Goldwyn Follies (The Goldwyn Follies) – Alfred Newman
    - L'Insoumise (Jezebel) – Max Steiner
    - Délicieuse (Mad about Music) – Charles Previn et Frank Skinner
    - Tempête sur le Bengale (Storm over Bengal) – Cy Feuer (en)
    - Amants (Sweethearts) – Herbert Stothart
    - La Pauvre Millionnaire (There Goes My Heart) – Marvin Hatley (en)
    - La Belle de Mexico (Tropic Holiday) – Boris Morros (en)
    - La Famille sans-souci (The Young in Heart) – Franz Waxman

### Années 1940
- 1940 :
  - Meilleure partition originale : Le Magicien d'Oz (The Wizard of Oz) – Herbert Stothart et Harold Arlen
    - Victoire sur la nuit (Dark Victory) – Max Steiner
    - Divorcé malgré lui (Eternally Yours) – Werner Janssen
    - L'Esclave aux mains d'or (Golden Boy) – Victor Young
    - Autant en emporte le vent (Gone with the Wind) – Max Steiner
    - Les Voyages de Gulliver (Gulliver's Travels) – Victor Young
    - L'Homme au masque de fer (The Man in the Iron Mask) – Lud Gluskin (en) et Lucien Moraweck
    - Man of Conquest – Victor Young
    - Edith Cavell (Nurse Edith Cavell) – Anthony Collins
    - Des souris et des hommes (Of Mice and Men) – Aaron Copland
    - La Mousson (The Rains Came) – Alfred Newman
    - Les Hauts de Hurlevent (Wuthering Heights) – Alfred Newman

  - Meilleure adaptation musicale : La Chevauchée fantastique (Stagecoach) – Richard Hageman, W. Franke Harling, John Leipold et Leo Shuken
    - Place au rythme (Babes in Arms) – George Stoll et Roger Edens
    - Premier Amour (First Love) – Charles Previn
    - The Great Victor Herbert – Phil Boutelje (en) et Arthur Lange
    - Quasimodo (The Hunchback of Notre Dame) – Alfred Newman
    - Intermezzo (Intermezzo) – Lou Forbes (en)
    - Monsieur Smith au sénat (Mr. Smith Goes to Washington) – Dimitri Tiomkin
    - Des souris et des hommes (Of Mice and Men) – Aaron Copland
    - La Vie privée d'Elisabeth d'Angleterre (The Private Lives of Elizabeth and Essex) – Erich Wolfgang Korngold
    - Mademoiselle et son flic (She Married a Cop) – Cy Feuer (en)
    - Swanee River – Louis Silvers
    - Mélodie de la jeunesse (They Shall Have Music) – Alfred Newman
    - La Chanson du Sud (Way Down South) – Victor Young
- 1941 :
  - Meilleure partition originale : Pinocchio – Leigh Harline, Paul J. Smith et Ned Washington
    - Arizona (Arizona) – Victor Young
    - L'Escadron noir (The Dark Command) – Victor Young
    - The Fight for Life – Louis Gruenberg
    - Le Dictateur (The Great Dictator) – Meredith Willson
    - La Maison aux sept pignons (The House of the Seven Gables) – Frank Skinner
    - Howard le révolté (The Howards of Virginia) – Richard Hageman
    - La Lettre (The Letter) – Max Steiner
    - Les Hommes de la mer (The Long Voyage Home) – Richard Hageman
    - Le Signe de Zorro (The Mark of Zorro) – Alfred Newman
    - Mon épouse favorite (My Favorite Wife) – Roy Webb
    - Les Tuniques écarlates (North West Mounted Police) – Victor Young
    - Tumak, fils de la jungle (One Million B.C.) – Werner R. Heymann
    - Une petite ville sans histoire (Our Town) – Aaron Copland
    - Rebecca – Franz Waxman
    - Le Voleur de Bagdad (The Thief of Bagdad) – Miklós Rózsa
    - La Valse dans l'ombre (Waterloo Bridge) – Herbert Stothart

  - Meilleure adaptation musicale : Adieu Broadway (Tin Pan Alley) – Alfred Newman
    - Éveille-toi mon amour (Arise, My Love) – Victor Young
    - Hit Parade of 1941 – Cy Feuer (en)
    - Irène (Irene) – Anthony Collins
    - Une petite ville sans histoire (Our Town) – Aaron Copland
    - L'Aigle des mers (The Sea Hawk) – Erich Wolfgang Korngold
    - Swing Romance (Second Chorus) – Artie Shaw
    - Chanson d'avril (Spring Parade) – Charles Previn
    - En avant la musique (Strike Up the Band) – Roger Edens et George Stoll

De 1942 à 1957 : « Meilleure partition d'un film dramatique ou d'une comédie » (Best music score of a dramatic or comedy picture) et « Meilleure adaptation d'un film musical » (Best scoring of a musical picture).
- 1942 :
  - Meilleure partition d'un film dramatique : Tous les biens de la terre (All That Money Can Buy) – Bernard Herrmann
    - Back Street – Frank Skinner
    - Boule de feu (Ball of Fire) – Alfred Newman
    - Cheers for Miss Bishop – Edward Ward
    - Citizen Kane – Bernard Herrmann
    - Docteur Jekyll et Mister Hyde (Dr. Jekyll and Mr. Hyde) – Franz Waxman
    - Par la porte d'or (Hold Back the Dawn) – Victor Young
    - Qu'elle était verte ma vallée (How Green Was My Valley) – Alfred Newman
    - Le Roi des zombies (King of the Zombies) – Edward J. Kay
    - Ladies in Retirement – Morris Stoloff et Ernst Toch
    - La Vipère (The Little Foxes) – Meredith Willson
    - Lydia – Miklós Rózsa
    - Le Passé du docteur Sanderson  (Mercy Island) – Cy Feuer (en) et Walter Scharf
    - Sergent York (Sergeant York) – Max Steiner
    - Ainsi finit notre nuit (So Ends Our Night) – Louis Gruenberg
    - Crépuscule (Sundown) – Miklós Rózsa
    - Soupçons (Suspicion) – Franz Waxman
    - Tanks a Million – Edward Ward
    - Illusions perdues (That Uncertain Feeling) – Werner R. Heymann
    - Révolte au large (This Woman Is Mine) – Richard Hageman

  - Meilleure adaptation d'un film musical : Dumbo – Frank Churchill et Oliver Wallace
    - Le Collège en folie (All-American Co-Ed) – Edward Ward
    - Birth of the Blues – Robert Emmett Dolan
    - Deux Nigauds soldats (Buck Privates) – Charles Previn
    - The Chocolate Soldier – Herbert Stothart et Bronisław Kaper
    - Ice-Capades – Cy Feuer (en)
    - La Blonde framboise (The Strawberry Blonde) – Heinz Roemheld
    - Tu seras mon mari (Sun Valley Serenade) – Emil Newman
    - Mardi gras (Sunny) – Anthony Collins
    - L'amour vient en dansant (You'll Never Get Rich) – Morris Stoloff
- 1943 :
  - Meilleure partition d'un film dramatique ou d'une comédie : Une femme cherche son destin (Now, Voyager) – Max Steiner
    - Les Mille et Une Nuits (Arabian Nights) – Frank Skinner
    - Bambi (Bambi) – Frank Churchill et Edward H. Plumb
    - Le Cygne noir (The Black Swan) – Alfred Newman
    - Vendetta (The Corsican Brothers) – Dimitri Tiomkin
    - Les Tigres volants (Flying Tigers) – Victor Young
    - La Ruée vers l'or[2] (The Gold Rush) – Max Terr (en)
    - Ma femme est une sorcière (I Married a Witch) – Roy Webb
    - Jeanne de Paris (Joan of Paris) – Roy Webb
    - Le Livre de la jungle (Jungle Book) – Miklós Rózsa
    - Klondike Fury – Edward J. Kay
    - Vainqueur du destin (The Pride of the Yankees) – Leigh Harline
    - Prisonniers du passé (Random Harvest) – Herbert Stothart
    - Shanghaï (The Shanghai Gesture) – Richard Hageman
    - La Reine de l'argent (Silver Queen) – Victor Young
    - Mon secrétaire travaille la nuit (Take a Letter, Darling) – Victor Young
    - La Justice des hommes (The Talk of the Town) – Friedrich Hollaender et Morris Stoloff
    - To Be or Not to Be – Werner R. Heymann

  - Meilleure adaptation d'un film musical : La Glorieuse Parade (Yankee Doodle Dandy) – Ray Heindorf et Heinz Roemheld
    - Flying with Music – Edward Ward
    - Pour moi et ma mie (For Me and My Gal) – Roger Edens et George Stoll
    - L'amour chante et danse (Holiday Inn) – Robert Emmett Dolan
    - Ève a commencé (It Started with Eve) – Hans J. Salter et Charles Previn
    - Johnny Doughboy – Walter Scharf
    - Mon amie Sally (My Gal Sal) – Alfred Newman
    - Ô toi ma charmante (You Were Never Lovelier) – Leigh Harline
- 1944 :
  - Meilleure partition d'un film dramatique ou d'une comédie : Le Chant de Bernadette (The Song of Bernadette) – Alfred Newman
    - The Amazing Mrs. Holliday – Frank Skinner et Hans J. Salter
    - Casablanca – Max Steiner
    - Le commando frappe à l'aube (Commandos Strike at Dawn) – Morris Stoloff et Louis Gruenberg
    - Nid d'espions (The Fallen Sparrow) – Roy Webb et Constantin Bakaleinikoff
    - Pour qui sonne le glas (For Whom the Bell Tolls) – Victor Young
    - Les bourreaux meurent aussi (Hangmen Also Die) – Hanns Eisler
    - Hi Diddle Diddle – Phil Boutelje (en)
    - La Ruée sanglante (In Old Oklahoma) – Walter Scharf
    - Johnny le vagabond (Johnny Come Lately) – Leigh Harline
    - Le Cavalier du Kansas (The Kansan) – Gerard Carbonara
    - L'Étrangleur (Lady of Burlesque) – Arthur Lange
    - Madame Curie – Herbert Stothart
    - The Moon and Sixpence – Dimitri Tiomkin
    - L'Étoile du Nord (The North Star) – Aaron Copland
    - Victoire dans les airs (Victory through Air Power) – Edward H. Plumb, Paul J. Smith et Oliver Wallace

  - Meilleure adaptation d'un film musical : This Is the Army – Ray Heindorf
    - L'Île aux plaisirs (Coney Island) – Alfred Newman
    - Hit Parade of 1943 – Walter Scharf
    - Le Fantôme de l'Opéra (Phantom of the Opera) – Edward Ward
    - Saludos Amigos – Charles Wolcott, Edward H. Plumb et Paul J. Smith
    - L'Aventure inoubliable (The Sky's the Limit) – Leigh Harline
    - En bordée à Broadway (Something to Shout About) – Morris Stoloff
    - Le Cabaret des étoiles (Stage Door Canteen) – Fred Rich (en)
    - Au pays du rythme (Star Spangled Rhythm) – Robert Emmett Dolan
    - La Parade aux étoiles (Thousands Cheer) – Herbert Stothart
- 1945 :
  - Meilleure partition d'un film dramatique ou d'une comédie : Depuis ton départ (Since You Went Away) – Max Steiner
    - Inconnu à cette adresse (Address Unknown) – Morris Stoloff et Ernst Toch
    - Les Aventures de Mark Twain (The Adventures of Mark Twain) – Max Steiner
    - Le Pont du roi Saint-Louis (The Bridge of San Luis Rey) – Dimitri Tiomkin
    - Casanova le petit (Casanova Brown) – Arthur Lange
    - Vacances de Noël (Christmas Holiday) – Hans J. Salter
    - Assurance sur la mort (Double Indemnity) – Miklós Rózsa
    - Alerte aux marines (The Fighting Seabees) – Walter Scharf et Roy Webb
    - Le Singe velu (The Hairy Ape) – Edward Paul et Michel Michelet
    - C'est arrivé demain (It Happened Tomorrow) – Robert Stolz
    - La Vie aventureuse de Jack London (Jack London) – Fred Rich (en)
    - Kismet – Herbert Stothart
    - Rien qu'un cœur solitaire (None but the Lonely Heart) – Hanns Eisler et Constantin Bakaleinikoff
    - La Princesse et le Pirate (The Princess and the Pirate) – David Rose
    - L'Aveu (Summer Storm) – Karl Hajos
    - Three Russian Girls – W. Franke Harling
    - Dans la chambre de Mabel (Up in Mabel's Room) – Edward Paul
    - Une voix dans la tempête (Voice in the Wind) – Michel Michelet
    - Le Président Wilson – Alfred Newman
    - La Loi du Far West (The Woman of the Town) – Miklós Rózsa

  - Meilleure adaptation d'un film musical : La Reine de Broadway (Cover Girl) – Morris Stoloff et Carmen Dragon
    - Brazil – Walter Scharf
    - Amour et Swing (Higher and Higher) – Constantin Bakaleinikoff
    - Hollywood Canteen – Ray Heindorf
    - Pour les beaux yeux de ma belle (Irish Eyes Are Smiling) – Alfred Newman
    - Knickerbocker Holiday – Werner R. Heymann et Kurt Weill
    - Les Nuits ensorcelées (Lady in the Dark) – Robert Emmett Dolan
    - Invitation à la danse (Lady, Let's Dance) – Edward J. Kay
    - Le Chant du Missouri (Meet Me in St. Louis) – George Stoll
    - Le Joyeux Trio Monahan (The Merry Monahans) – Hans J. Salter
    - Le Troubadour de Broadway (Minstrel Man) – Ferde Grofe et Leo Erdody (en)
    - Sensations of 1945  – Mahlon Merrick
    - Hollywood Mélodie (Song of the Open Road) – Charles Previn
    - Un fou s'en va-t-en guerre (Up in Arms) – Ray Heindorf et Louis Forbes (en)
- 1946 :
  - Meilleure partition d'un film dramatique ou d'une comédie : La Maison du docteur Edwardes (Spellbound) – Miklós Rózsa
    - Les Cloches de Sainte-Marie (The Bells of St. Mary's) – Robert Emmett Dolan
    - Les Millions de Brewster (Brewster's Millions) – Louis Forbes (en)
    - Le Capitaine Kidd (Captain Kidd) – Werner Janssen
    - Le Cottage enchanté (The Enchanted Cottage) – Roy Webb
    - La Belle de San Francisco (Flame of Barbary Coast) – Morton Scott et R. Dale Butts
    - G.I. Honeymoon – Edward J. Kay
    - Les Forçats de la gloire (The Story of G. I. Joe) – Louis Applebaum et Ann Ronell
    - L'Invitée (Guest in the House) – Werner Janssen
    - Désir de femme (Guest Wife) – Daniele Amfitheatrof
    - Les Clés du royaume (The Keys of the Kingdom) – Alfred Newman
    - Le Poison (The Lost Weekend) – Miklós Rózsa
    - Le Poids d'un mensonge (Love Letters) – Victor Young
    - The Man Who Walked Alone – Karl Hajos
    - Aventures en Birmanie (Objective, Burma!) – Franz Waxman
    - Paris Underground – Alexandre Tansman
    - La Chanson du souvenir (A Song to Remember) – Miklós Rózsa et Morris Stoloff
    - L'Homme du Sud (The Southerner) – Werner Janssen
    - Notre cher amour (This Love of Ours) – Hans J. Salter
    - La Vallée du jugement (The Valley of Decision) – Herbert Stothart
    - La Femme au portrait (The Woman in the Window) – Arthur Lange et Hugo Friedhofer

  - Meilleure adaptation d'un film musical : Escale à Hollywood (Anchors Aweigh) – George Stoll
    - La Belle de l'Alaska (Belle of the Yukon) – Arthur Lange
    - Caravane d'amour (Can't Help Singing) – Jerome Kern et Hans J. Salter
    - Hitchhike to Happiness – Morton Scott
    - La Blonde incendiaire (Incendiary Blonde) – Robert Emmett Dolan
    - Rhapsodie en bleu (Rhapsody in Blue) – Ray Heindorf et Max Steiner
    - La Foire aux illusions (State Fair) – Alfred Newman et Charles E. Henderson (en)
    - Suzy des bas-fonds (Sunbonnet Sue) – Edward J. Kay
    - Les Trois Caballeros (The Three Caballeros) – Charles Wolcott, Edward H. Plumb et Paul J. Smith
    - Cette nuit et toujours (Tonight and Every Night) – Marlin Skiles et Morris Stoloff
    - Why Girls Leave Home – Walter Greene (en)
    - Le Joyeux Phénomène (Wonder Man) – Ray Heindorf et Louis Forbes (en)
- 1947 :
  - Meilleure partition d'un film dramatique ou d'une comédie : Les Plus Belles Années de notre vie (The Best Years of Our Lives) – Hugo Friedhofer
    - Anna et le Roi de Siam (Anna and the King of Siam) – Bernard Herrmann
    - Henry V – William Walton
    - Humoresque – Franz Waxman
    - Les Tueurs (The Killers) – Miklós Rózsa

  - Meilleure adaptation d'un film musical : Le Roman d'Al Jolson (The Jolson Story) – Morris Stoloff
    - La Mélodie du bonheur (Blue Skies) – Robert Emmett Dolan
    - Quadrille d'amour (Centennial Summer) – Alfred Newman et Jerome Kern
    - Les Demoiselles Harvey (The Harvey Girls) – Lennie Hayton
    - Nuit et Jour (Night and Day) – Ray Heindorf et Max Steiner
- 1948 :
  - Meilleure partition d'un film dramatique ou d'une comédie : Othello (A Double Life) – Miklós Rózsa
    - Honni soit qui mal y pense (The Bishop's Wife) – Hugo Friedhofer
    - Capitaine de Castille (Captain from Castile) – Alfred Newman
    - Ambre (Forever Amber) – David Raksin
    - Mon père et nous (Life with Father) – Max Steiner

  - Meilleure adaptation d'un film musical : Maman était new-look (Mother Wore Tights) – Alfred Newman
    - Sénorita Toréador (Fiesta) – Johnny Green
    - Rose d'Irlande (My Wild Irish Rose) – Ray Heindorf et Max Steiner
    - En route vers Rio (Road to Rio) – Robert Emmett Dolan
    - Mélodie du Sud (Song of the South) – Daniele Amfitheatrof, Paul J. Smith et Charles Wolcott
- 1949 :
  - Meilleure partition d'un film dramatique ou d'une comédie : Les Chaussons rouges (The Red Shoes) – Brian Easdale
    - Hamlet – William Walton
    - Jeanne d'Arc (Joan of Arc) – Hugo Friedhofer
    - Johnny Belinda – Max Steiner
    - La Fosse aux serpents (The Snake Pit) – Alfred Newman

  - Meilleure adaptation d'un film musical : Parade de printemps (Easter Parade) – Johnny Green et Roger Edens
    - La Valse de l'empereur (The Emperor Waltz) – Victor Young
    - Le Pirate (The Pirate) – Lennie Hayton
    - Romance à Rio (Romance on the High Seas) – Ray Heindorf
    - À toi pour la vie (When My Baby Smiles at Me) – Alfred Newman

### Années 1950
- 1950 :
  - Meilleure partition d'un film dramatique ou une comédie : L'Héritière (The Heiress) – Aaron Copland
    - La Garce (Beyond the Forest) – Max Steiner
    - Le Champion (Champion) – Dimitri Tiomkin

  - Meilleure adaptation d'un film musical : Un jour à New York (On the Town) – Roger Edens et Lennie Hayton
    - Je chante pour vous (Jolson Sings Again) – Morris Stoloff et George Duning
    - Le Grand Tourbillon (Look for the Silver Lining) – Ray Heindorf
- 1951 :
  - Meilleure partition d'un film dramatique ou une comédie : Boulevard du crépuscule (Sunset Boulevard) – Franz Waxman
    - Ève (All about Eve) – Alfred Newman
    - La Flèche et le Flambeau (The Flame and the Arrow) – Max Steiner
    - La Flamme qui s'éteint (No Sad Songs for Me) – George Duning
    - Samson et Dalila (Samson and Delilah) – Victor Young

  - Meilleure adaptation d'un film musical : Annie, la reine du cirque (Annie Get Your Gun) – Adolph Deutsch et Roger Edens
    - Cendrillon (Cinderella) – Oliver Wallace et Paul J. Smith
    - Parade du rythme (I'll Get By) – Lionel Newman
    - Trois Petits Mots (Three Little Words) – André Previn
    - Les Cadets de West Point (The West Point Story) – Ray Heindorf
- 1952 :
  - Meilleure partition d'un film dramatique ou une comédie : Une place au soleil (A Place in the Sun) – Franz Waxman
    - David et Bethsabée (David and Bathsheba) – Alfred Newman
    - Mort d'un commis voyageur (Death of a Salesman) – Alex North
    - Quo Vadis – Miklós Rózsa
    - Un tramway nommé Désir (A Streetcar Named Desire) – Alex North

  - Meilleure adaptation d'un film musical : Un Américain à Paris (An American in Paris) – Johnny Green et Saul Chaplin
    - Alice au pays des merveilles (Alice in Wonderland) – Oliver Wallace
    - Le Grand Caruso (The Great Caruso) – Peter Herman Adler (en) et Johnny Green
    - Sur la Riviera (On the Riviera) – Alfred Newman
    - Show Boat (Show Boat) – Adolph Deutsch et Conrad Salinger
- 1953 :
  - Meilleure partition d'un film dramatique ou une comédie : Le train sifflera trois fois (High Noon) – Dimitri Tiomkin
    - Ivanhoe – Miklós Rózsa
    - Le Miracle de Fatima (The Miracle of Our Lady of Fatima) – Max Steiner
    - L'Espion (The Thief) – Herschel Burke Gilbert
    - Viva Zapata ! (Viva Zapata!) – Alex North

  - Meilleure adaptation d'un film musical : Un refrain dans mon cœur (With a Song in My Heart) – Alfred Newman
    - Hans Christian Andersen et la Danseuse (Hans Christian Andersen) – Walter Scharf
    - Le Chanteur de jazz (The Jazz Singer) – Ray Heindorf et Max Steiner
    - Le Médium (The Medium) – Gian Carlo Menotti
    - Chantons sous la pluie (Singin' in the Rain) – Lennie Hayton
- 1954 :
  - Meilleure partition d'un film dramatique ou une comédie : Lili – Bronisław Kaper
    - Le Grand Secret (Above and Beyond) – Hugo Friedhofer
    - Tant qu'il y aura des hommes (From Here to Eternity) – Morris Stoloff et George Duning
    - Jules César (Julius Caesar) – Miklós Rózsa
    - Place au Cinérama (This Is Cinerama) – Louis Forbes (en)

  - Meilleure adaptation d'un film musical : Appelez-moi Madame (Call Me Madam) – Alfred Newman
    - Tous en scène (The Band Wagon) – Adolph Deutsch
    - La Blonde du Far-West (Calamity Jane) – Ray Heindorf
    - Les 5 000 Doigts du Dr T (The 5,000 Fingers of Dr. T) – Friedrich Hollaender et Morris Stoloff
    - Embrasse-moi, chérie (Kiss Me Kate) – André Previn et Saul Chaplin
- 1955 :
  - Meilleure partition d'un film dramatique ou une comédie : Écrit dans le ciel (The High and the Mighty) – Dimitri Tiomkin
    - Ouragan sur le Caine (The Caine Mutiny) – Max Steiner
    - Geneviève (Genevieve) – Larry Adler
    - Sur les quais (On the Waterfront) – Leonard Bernstein
    - Le Calice d'argent (The Silver Chalice) – Franz Waxman

  - Meilleure adaptation d'un film musical : Les Sept Femmes de Barbe-Rousse (Seven Brides for Seven Brothers) – Adolph Deutsch et Saul Chaplin
    - Carmen Jones – Herschel Burke Gilbert
    - Romance inachevée (The Glenn Miller Story) – Joseph Gershenson et Henry Mancini
    - Une étoile est née (A Star Is Born) – Ray Heindorf
    - La Joyeuse Parade (There's No Business Like Show Business) – Alfred Newman et Lionel Newman
- 1956 :
  - Meilleure partition d'un film dramatique ou une comédie : La Colline de l'adieu (Love Is a Many-Splendored Thing) – Alfred Newman et Sammy Fain
    - Le Cri de la victoire (Battle Cry) – Max Steiner
    - L'Homme au bras d'or (The Man with the Golden Arm) – Elmer Bernstein
    - Picnic – George Duning
    - La Rose tatouée (The Rose Tattoo) – Alex North

  - Meilleure adaptation d'un film musical : Oklahoma ! – Robert Russell Bennett, Jay Blackton (en) et Adolph Deutsch
    - Papa longues jambes (Daddy Long Legs) – Alfred Newman
    - Blanches Colombes et Vilains Messieurs (Guys and Dolls) – Jay Blackton (en) et Cyril J. Mockridge
    - Beau fixe sur New York (It's Always Fair Weather) – André Previn
    - Les Pièges de la passion (Love Me or Leave Me) – Percy Faith et George Stoll
- 1957 :
  - Meilleure partition d'un film dramatique ou une comédie : Le Tour du monde en quatre-vingts jours (Around the World in 80 Days) – Victor Young
    - Anastasia – Alfred Newman
    - Le Temps de la colère (Between Heaven and Hell) – Hugo Friedhofer
    - Géant (Giant) – Dimitri Tiomkin
    - Le Faiseur de pluie (The Rainmaker) – Alex North

  - Meilleure adaptation d'un film musical : Le Roi et moi (The King and I) – Alfred Newman et Ken Darby
    - Les Rois du jazz (The Best Things in Life Are Free) – Lionel Newman
    - Tu seras un homme, mon fils (The Eddy Duchin Story) – Morris Stoloff et George Duning
    - Haute Société (High Society) – Johnny Green et Saul Chaplin
    - Viva Las Vegas (Meet Me in Las Vegas) – George Stoll et Johnny Green

En 1958, une seule catégorie : « Meilleure partition musicale » (Best scoring)
- 1958 : Le Pont de la rivière Kwaï (The Bridge on the River Kwai) – Malcolm Arnold
  - Elle et lui (An Affair to Remember) – Hugo Friedhofer
  - Ombres sous la mer (Boy on a Dolphin) – Hugo Friedhofer
  - Les Aventures de Perri (Perri) – Paul J. Smith
  - L'Arbre de vie (Raintree County) – Johnny Green

De 1959 à 1962 : « Meilleure partition d'un film dramatique ou d'une comédie » (Best music score of a dramatic or comedy picture) et « Meilleure adaptation d'un film musical » (Best scoring of a musical picture).
- 1959 :
  - Meilleure partition d'un film dramatique ou une comédie : Le Vieil Homme et la Mer (The Old Man and the Sea) – Dimitri Tiomkin
    - Les Grands Espaces (The Big Country) – Jerome Moross
    - Tables séparées (Separate Tables) – David Raksin
    - Le Désert de l'Arctique (White Wilderness) – Oliver Wallace
    - Le Bal des maudits (The Young Lions) – Hugo Friedhofer

  - Meilleure adaptation d'un film musical : Gigi – André Previn
    - Les Ballets du Bolchoï (The Bolshoi Ballet) – Yuri Fayer (en) et Guennadi Rojdestvenski
    - Cette satanée Lola – Ray Heindorf
    - Mardi Gras – Lionel Newman
    - Pacifique sud (South Pacific) – Alfred Newman et Ken Darby

### Années 1960
- 1960 :
  - Meilleure partition d'un film dramatique ou une comédie : Ben-Hur – Miklós Rózsa
    - Le Journal d'Anne Frank (The Diary of Anne Frank) – Alfred Newman
    - Au risque de se perdre (The Nun's Story) – Franz Waxman
    - Le Dernier Rivage (On the Beach) – Ernest Gold
    - Confidences sur l'oreiller (Pillow Talk) – Frank De Vol

  - Meilleure adaptation d'un film musical : Porgy and Bess – André Previn et Ken Darby
    - Millionnaire de cinq sous (The Five Pennies) – Leith Stevens
    - Li'l Abner – Nelson Riddle et Joseph J. Lilley
    - L'habit ne fait pas le moine (Say One for Me) – Lionel Newman
    - La Belle au bois dormant (Sleeping Beauty) – George Bruns
- 1961 :
  - Meilleure partition d'un film dramatique ou une comédie : Exodus – Ernest Gold
    - Alamo (The Alamo) – Dimitri Tiomkin
    - Elmer Gantry le charlatan (Elmer Gantry) – André Previn
    - Les Sept Mercenaires (The Magnificent Seven) – Elmer Bernstein
    - Spartacus – Alex North

  - Meilleure adaptation d'un film musical : Le Bal des adieux (Song without End) – Morris Stoloff et Harry Sukman
    - Un numéro du tonnerre (Bells Are Ringing) – André Previn
    - Can-Can – Nelson Riddle
    - Le Milliardaire (Let's Make Love) – Lionel Newman et Earle H. Hagen
    - Pépé (Pepe) – Johnny Green
- 1962 :
  - Meilleure partition d'un film dramatique ou une comédie : Diamants sur canapé (Breakfast at Tiffany's) – Henry Mancini
    - Le Cid (El Cid) – Miklós Rózsa
    - Fanny – Morris Stoloff et Harry Sukman
    - Les Canons de Navarone (The Guns of Navarone) – Dimitri Tiomkin
    - Été et Fumées (Summer and Smoke) – Elmer Bernstein

  - Meilleure adaptation d'un film musical : West Side Story – Saul Chaplin, Johnny Green, Sid Ramin et Irwin Kostal
    - Le Pays des jouets (Babes in Toyland) – George Bruns
    - Au rythme des tambours fleuris (Flower Drum Song) – Alfred Newman et Ken Darby
    - La Khovanchtchina (Khovanshchina) – Dmitri Chostakovitch
    - Paris Blues – Duke Ellington

De 1963 à 1968 : « Meilleure partition musicale originale » (Best music score) et « Meilleure adaptation musicale » (Best scoring of music).
- 1963 :
  - Meilleure partition musicale originale : Lawrence d'Arabie (Lawrence of Arabia) – Maurice Jarre
    - Freud, passions secrètes (Freud: The Secret Passion) – Jerry Goldsmith
    - Les Révoltés du Bounty (Mutiny on the Bounty) – Bronisław Kaper
    - Taras Bulba – Franz Waxman
    - Du silence et des ombres (To Kill a Mockingbird) – Elmer Bernstein

  - Meilleure adaptation musicale : Le Marchand de fanfares (The Music Man) – Ray Heindorf
    - La Plus Belle Fille du monde (Billy Rose's Jumbo) – George Stoll
    - Gigot, le clochard de Belleville (Gigot) – Michel Magne
    - Gypsy, Vénus de Broadway (Gypsy) – Frank Perkins (en)
    - Les Amours enchantées (The Wonderful World of the Brothers Grimm) – Leigh Harline
- 1964 :
  - Meilleure partition musicale originale : Tom Jones – John Addison
    - Cléopâtre (Cleopatra) – Alex North
    - Les 55 Jours de Pékin (55 Days at Peking) – Dimitri Tiomkin
    - La Conquête de l'Ouest (How the West Was Won) – Alfred Newman et Ken Darby
    - Un monde fou, fou, fou, fou (It's a Mad, Mad, Mad, Mad World) – Ernest Gold

  - Meilleure adaptation musicale : Irma la Douce – André Previn
    - Bye Bye Birdie – Johnny Green
    - La Fille à la casquette (A New Kind of Love) – Leith Stevens
    - Les Dimanches de Ville-d'Avray – Maurice Jarre
    - Merlin l'Enchanteur (The Sword in the Stone) – George Bruns
- 1965 :
  - Meilleure partition musicale originale : Mary Poppins – Richard M. Sherman et Robert B. Sherman
    - Becket – Laurence Rosenthal
    - La Chute de l'Empire romain (The Fall of the Roman Empire) – Dimitri Tiomkin
    - Chut... chut, chère Charlotte (Hush... Hush, Sweet Charlotte) – Frank De Vol
    - La Panthère rose (The Pink Panther) – Henry Mancini

  - Meilleure adaptation musicale : My Fair Lady – André Previn
    - Quatre Garçons dans le vent (A Hard Day's Night) – George Martin
    - Mary Poppins – Irwin Kostal
    - Les Sept Voleurs de Chicago (Robin and the 7 Hoods) – Nelson Riddle
    - La Reine du Colorado (The Unsinkable Molly Brown) – Robert Armbruster (en), Leo Arnaud, Jack Elliott (en), Jack Hayes (en), Calvin Jackson (en) et Leo Shuken
- 1966 :
  - Meilleure partition musicale originale : Le Docteur Jivago (Doctor Zhivago) – Maurice Jarre
    - L'Extase et l'Agonie (The Agony and the Ecstasy) – Alex North
    - La Plus Grande Histoire jamais contée (The Greatest Story Ever Tol) – Alfred Newman
    - Un coin de ciel bleu (A Patch of Blue) – Jerry Goldsmith
    - Les Parapluies de Cherbourg – Michel Legrand et Jacques Demy

  - Meilleure adaptation musicale : La Mélodie du bonheur (The Sound of Music) – Irwin Kostal
    - Cat Ballou – Frank De Vol
    - Trois Filles à Madrid (The Pleasure Seekers) – Lionel Newman et Alexander Courage
    - Des clowns par milliers (A Thousand Clowns) – Don Walker (en)
    - Les Parapluies de Cherbourg – Michel Legrand
- 1967 :
  - Meilleure partition musicale originale : Vivre libre (Born Free) – John Barry
    - La Bible (The Bible: In the Beginning) – Toshirō Mayuzumi
    - Hawaï – Elmer Bernstein
    - La Canonnière du Yang-Tsé (The Sand Pebbles) – Jerry Goldsmith
    - Qui a peur de Virginia Woolf ? (Who's Afraid of Virginia Woolf?) – Alex North

  - Meilleure adaptation musicale : Le Forum en folie (A Funny Thing Happened on the Way to the Forum) – Ken Thorne
    - L'Évangile selon saint Matthieu (Il Vangelo secondo Matteo) – Luis Bacalov
    - Le Retour des sept (Return of the Seven) – Elmer Bernstein
    - Dominique (The Singing Nun) – Harry Sukman
    - Stop the World I Want to Get Off (en) – Al Ham (en)
- 1968 :
  - Meilleure partition musicale originale : Millie (Thoroughly Modern Millie) – Elmer Bernstein
    - Luke la main froide (Cool Hand Luke) – Lalo Schifrin
    - L'Extravagant Docteur Dolittle (Doctor Dolittle) – Leslie Bricusse
    - Loin de la foule déchaînée (Far from the Madding Crowd) – Richard Rodney Bennett
    - De sang-froid (In Cold Blood) – Quincy Jones

  - Meilleure adaptation musicale : Camelot – Alfred Newman et Ken Darby
    - L'Extravagant Docteur Dolittle (Doctor Dolittle) – Lionel Newman et Alexander Courage
    - Devine qui vient dîner... (Guess Who's Coming to Dinner) – Frank De Vol
    - Millie (Thoroughly Modern Millie) – André Previn et Joseph Gershenson
    - La Vallée des poupées (Valley of the Dolls) – John Williams

De 1969 à 1970 : « Meilleure partition originale » (Best original score) et « Meilleure partition d'un film musical » (Best score of a musical picture).
- 1969 :
  - Meilleure partition originale : Le Lion en hiver (The Lion in Winter) – John Barry
    - Le Renard (The Fox) – Lalo Schifrin
    - La Planète des singes (Planet of the Apes) – Jerry Goldsmith
    - Les Souliers de saint Pierre (The Shoes of the Fisherman) – Alex North
    - L'Affaire Thomas Crown (The Thomas Crown Affair) – Michel Legrand

  - Meilleure partition d'un film musical : Oliver ! – Johnny Green
    - La Vallée du bonheur (Finian's Rainbow) – Ray Heindorf
    - Funny Girl – Walter Scharf
    - Star! – Lennie Hayton
    - Les Demoiselles de Rochefort – Michel Legrand et Jacques Demy

### Années 1970
- 1970 :
  - Meilleure partition originale : Butch Cassidy et le Kid (Butch Kassidy and the Sundance Kid) – Burt Bacharach
    - Anne des mille jours (Anne of the Thousand Days) – Georges Delerue
    - Reivers (The Reivers) – John Williams
    - Le Secret de Santa Vittoria (The Secret of Santa Vittoria) – Ernest Gold
    - La Horde sauvage (The Wild Bunch) – Jerry Fielding

  - Meilleure partition d'un film musical : Hello Dolly ! – Lennie Hayton et Lionel Newman
    - Goodbye, Mr. Chips – Leslie Bricusse et John Williams
    - La Kermesse de l'ouest (Paint Your Wagon) – Nelson Riddle
    - Sweet Charity – Cy Coleman
    - On achève bien les chevaux (They Shoot Horses, Don’t They?) – Johnny Green et Albert Woodbury (en)

De 1971 à 1980 : « Meilleure partition originale » (Best original score) et « Meilleure partition de chansons originales » (Best original song score).
- 1971 :
  - Meilleure partition originale : Love Story – Francis Lai
    - Airport – Alfred Newman
    - Cromwell – Frank Cordell
    - Les Fleurs du soleil (I Girasoli) – Henry Mancini
    - Patton – Jerry Goldsmith

  - Meilleure partition de chansons originales : Let It Be – The Beatles
    - The Baby Maker – Fred Karlin et Tylwyth Kymry
    - Un petit garçon appelé Charlie Brown (A Boy Named Charlie Brown) – Rod McKuen, John Scott Trotter (en), Bill Melendez, Al Shean et Vince Guaraldi
    - Darling Lili – Henry Mancini et Johnny Mercer
    - Scrooge – Leslie Bricusse, Ian Fraser et Herbert W. Spencer
- 1972 :
  - Meilleure partition originale : Un été 42 (Summer of '42) – Michel Legrand
    - Marie Stuart, reine d'Écosse (Mary, Queen of Scots) – John Barry
    - Nicolas et Alexandra (Nicholas and Alexandra) – Richard Rodney Bennett
    - Les Nuits rouges de Harlem (Shaft) – Isaac Hayes
    - Les Chiens de paille (Straw Dogs) – Jerry Fielding

  - Meilleure partition de chansons originales : Un violon sur le toit (Fiddler on the Roof) – John Williams
    - L'Apprentie sorcière (Bedknobs and Broomsticks) – Richard M. Sherman, Robert B. Sherman et Irwin Kostal
    - The Boy Friend – Peter Maxwell Davies et Peter Greenwell
    - Tchaïkovski – Dimitri Tiomkin
    - Charlie et la Chocolaterie (Willy Wonka and the Chocolate Factory) – Leslie Bricusse, Anthony Newley et Walter Scharf
- 1973 :
  - Meilleure partition originale : Les Feux de la rampe[3] (Limelight) – Charlie Chaplin, Raymond Rasch (en) et Larry Russell (en)
    - Images – John Williams
    - L'Aventure du Poséidon (The Poseidon Adventure) – John Williams
    - Napoléon et Samantha (Napoleon and Samantha) – Buddy Baker
    - Le Limier[4] (Sleuth) – John Addison

  - Meilleure partition de chansons originales : Cabaret – Ralph Burns
    - Lady Sings the Blues – Gil Askey (en)
    - L'Homme de la Manche (Man of La Mancha) – Laurence Rosenthal
- 1974 :
  - Meilleure partition originale : Nos plus belles années (The Way We Were) – Marvin Hamlisch
    - Permission d'aimer (Cinderella Liberty) – John Williams
    - Le Jour du dauphin (The Day of the Dolphin) – Georges Delerue
    - Papillon – Jerry Goldsmith
    - Une maîtresse dans les bras, une femme sur le dos (A Touch of Class) – John Cameron

  - Meilleure partition de chansons originales : L'Arnaque – Marvin Hamlisch
    - Jesus Christ Superstar – André Previn, Herbert W. Spencer et Andrew Lloyd Webber
    - Tom Sawyer – Richard M. Sherman, Robert B. Sherman et John Williams
- 1975 :
  - Meilleure partition originale : Le Parrain, 2e partie – Nino Rota et Carmine Coppola
    - Chinatown – Jerry Goldsmith
    - Le Crime de l'Orient-Express (Murder on the Orient Express) – Richard Rodney Bennett
    - Shanks – Alex North
    - La Tour infernale (The Towering Inferno) – John Williams

  - Meilleure partition de chansons originales : Gatsby le magnifique (The Great Gatsby) – Nelson Riddle
    - Le Petit Prince (The Little Prince) – Alan Jay Lerner, Frederick Loewe, Angela Morley et Douglas Gamley
    - Phantom of the Paradise – Paul Williams et George Aliceson Tipton
- 1976 :
  - Meilleure partition originale : Les Dents de la mer (Jaws) – John Williams
    - Les oiseaux le font, les abeilles aussi (Birds Do It, Bees Do It) – Gerald Fried
    - La Chevauchée sauvage (Bite the Bullet) – Alex North
    - Vol au-dessus d'un nid de coucou (One Flew Over the Cuckoo's Nest) – Jack Nitzsche
    - Le Lion et le Vent (The Wind and the Lion) – Jerry Goldsmith

  - Meilleure partition de chansons originales : Barry Lyndon – Leonard Rosenman
    - Funny Lady – Peter Matz
    - Tommy – Pete Townshend
- 1977 :
  - Meilleure partition originale : La Malédiction (The Omen) – Jerry Goldsmith
    - Obsession – Bernard Herrmann
    - Josey Wales hors-la-loi (The Outlaw Josey Wales) – Jerry Fielding
    - Taxi Driver – Bernard Herrmann
    - Le Voyage des damnés (Voyage of the Damned) – Lalo Schifrin

  - Meilleure partition de chansons originales : En route pour la gloire (Bound for Glory) – Leonard Rosenman
    - Du rififi chez les mômes (Bugsy Malone) – Paul Williams
    - Une étoile est née (A Star is Born) – Roger Kellaway
- 1978 :
  - Meilleure partition originale : Star Wars, épisode IV : Un nouvel espoir – (Star Wars: Episode IV - A New Hope) – John Williams
    - Rencontres du troisième type (Close Encounters of the Third Kind) – John Williams
    - Julia – Georges Delerue
    - Le Message (Al Al Risâlah) – Maurice Jarre
    - L'Espion qui m'aimait (The Spy Who Loved Me) – Marvin Hamlisch

  - Meilleure partition de chansons originales : A Little Night Music – Jonathan Tunick
    - Peter et Elliott le dragon (Pete's Dragon) – Al Kasha, Joel Hirschhorn et Irwin Kostal
    - The Slipper and the Rose: The Story of Cinderella – Richard M. Sherman, Robert B. Sherman et Angela Morley
- 1979 :
  - Meilleure partition originale : Midnight Express – Giorgio Moroder
    - Ces garçons qui venaient du Brésil (The Boys from Brazil) – Jerry Goldsmith
    - Les Moissons du ciel (Days of Heaven) – Ennio Morricone
    - Le ciel peut attendre (Heaven Can Wait) – Dave Grusin
    - Superman – John Williams

  - Meilleure partition de chansons originales : The Buddy Holly Story – Joe Renzetti
    - La Petite (Pretty Baby) – Jerry Wexler
    - The Wiz – Quincy Jones

### Années 1980
- 1980 :
  - Meilleure partition originale : I Love You, je t'aime (A Little Romance) – Georges Delerue
    - Amityville : La Maison du diable (The Amityville Horror) – Lalo Schifrin
    - Le Champion (The Champ) – Dave Grusin
    - Star Trek, le film (Star Trek, the Motion Picture) – Jerry Goldsmith
    - Elle (10) – Henry Mancini

  - Meilleure partition de chansons originales : Que le spectacle commence (All That Jazz) – Ralph Burns
    - La Bande des quatre (Breaking Away) – Patrick Williams
    - Les Muppets, le film (The Muppet Movie) – Paul Williams et Kenny Ascher (en)

De 1981 à 1982, une seule catégorie : « Meilleure partition originale » (Best original score).
- 1981 : Fame – Michael Gore
  - Au-delà du réel (Altered States) – John Corigliano
  - Elephant Man (The Elephant Man) – John Morris
  - Star Wars, épisode V : L'Empire contre-attaque (Star Wars Episode V: The Empire Strikes Back) – John Williams
  - Tess – Philippe Sarde
- 1982 : Les Chariots de feu (Chariots of Fire) – Vangelis
  - Le Dragon du lac de feu (Dragonslayer) – Alex North
  - La Maison du lac (On Golden Pond) – Dave Grusin
  - Ragtime – Randy Newman
  - Les Aventuriers de l'arche perdue (Raiders of the Lost Ark) – John Williams

De 1983 à 1985 : « Meilleure partition originale » (Best original score) et « Meilleure partition de chansons originales » (Best original song score).
- 1983 :
  - Meilleure partition originale : E.T., l'extra-terrestre (E.T. the Extra-Terrestrial) – John Williams
    - Gandhi – Ravi Shankar et George Fenton
    - Officier et Gentleman (An Officer and a Gentleman) – Jack Nitzsche
    - Poltergeist – Jerry Goldsmith
    - Le Choix de Sophie (Sophie's Choice) – Marvin Hamlisch

  - Meilleure partition de chansons originales : Victor Victoria – Henry Mancini et Leslie Bricusse
    - Annie – Ralph Burns
    - Coup de cœur (One from the Heart) – Tom Waits
- 1984 :
  - Meilleure partition originale : L'Étoffe des héros (The Right Stuff) – Bill Conti
    - Marjorie (Cross Creek) – Leonard Rosenman
    - Star Wars, épisode VI : Le Retour du Jedi (Star Wars Episode VI: Return of the Jedi) – John Williams
    - Tendres Passions (Terms of Endearment) – Michael Gore
    - Under Fire – Jerry Goldsmith

  - Meilleure partition de chansons originales : Yentl – Michel Legrand, Alan Bergman et Marilyn Bergman
    - L'Arnaque 2 (The Sting II) – Lalo Schifrin
    - Un fauteuil pour deux (Trading Places) – Elmer Bernstein
- 1985 :
  - Meilleure partition originale : La Route des Indes (A Passage to India) – Maurice Jarre
    - Indiana Jones et le Temple maudit (Indiana Jones and the Temple of Doom) – John Williams
    - Le Meilleur (The Natural) – Randy Newman
    - La Rivière (The River) – John Williams
    - Au-dessous du volcan (Under the Volcano) – Alex North

  - Meilleure partition de chansons originales : Purple Rain – Prince
    - Les Muppets à Manhattan (The Muppets Take Manhattan) – Jeff Moss (en)
    - Songwriter – Kris Kristofferson

De 1986 à 1995, une seule catégorie : « Meilleure musique de film » (Best original score).
- 1986 : Out of Africa – John Barry
  - Agnès de Dieu (Agnes of God) – Georges Delerue
  - La Couleur pourpre (The Color Purple) – Quincy Jones, Jeremy Lubbock (en), Rod Temperton, Caiphus Semenya (en), Andraé Crouch, Chris Boardman, Jorge Calandrelli (en), Joel Rosenbaum, Fred Steiner, Jack Hayes (en), Jerry Hey (en) et Randy Kerber (en)
  - Silverado – Bruce Broughton
  - Witness – Maurice Jarre
- 1987 : Autour de minuit (Around Midnight) – Herbie Hancock
  - Aliens, le retour (Aliens) – James Horner
  - Le Grand Défi (Hoosiers) – Jerry Goldsmith
  - Mission (The Mission) – Ennio Morricone
  - Star Trek 4 : Retour sur Terre (Star Trek IV: The Voyage Home) – Leonard Rosenman
- 1988 : Le Dernier Empereur (The Last Emperor) – David Byrne, Ryūichi Sakamoto et Cong Su
  - Cry Freedom – George Fenton et Jonas Gwangwa (en)
  - Empire du soleil (Empire of the Sun) – John Williams
  - Les Incorruptibles (The Untouchables) – Ennio Morricone
  - Les Sorcières d'Eastwick (The Witches of Eastwick) – John Williams
- 1989 : Milagro (The Milagro Beanfield War) – Dave Grusin
  - Voyageur malgré lui (The Accidental Tourist) – John Williams
  - Les Liaisons dangereuses (Dangerous Liaisons) – George Fenton
  - Gorilles dans la brume (Gorillas in the Mist) – Maurice Jarre
  - Rain Man – Hans Zimmer

### Années 1990
- 1990 : La Petite Sirène (The Little Mermaid) – Alan Menken
  - Né un 4 juillet (Born on the Fourth of July) – John Williams
  - Susie et les Baker Boys (The Fabulous Baker Boys) – Dave Grusin
  - Jusqu'au bout du rêve (Field of Dreams) – James Horner
  - Indiana Jones et la Dernière Croisade (Indiana Jones and the Last Crusade) – John Williams
- 1991 : Danse avec les loups (Dances with Wolves) – John Barry
  - Avalon – Randy Newman
  - Ghost – Maurice Jarre
  - Havana – Dave Grusin
  - Maman, j'ai raté l'avion ! (Home Alone) – John Williams
- 1992 : La Belle et la Bête (Beauty and the Beast) – Alan Menken
  - Bugsy – Ennio Morricone
  - The Fisher King : Le Roi pêcheur (The Fisher King) – George Fenton
  - JFK – John Williams
  - Le Prince des marées (The Prince of Tides) – James Newton Howard
- 1993 : Aladdin – Alan Menken
  - Basic Instinct – Jerry Goldsmith
  - Chaplin – John Barry
  - Retour à Howards End (Howards End) – Richard Robbins
  - Et au milieu coule une rivière (A River Runs Through It) – Mark Isham
- 1994 : La Liste de Schindler (Schindler's List) – John Williams
  - Le Temps de l'innocence (The Age of Innocence) – Elmer Bernstein
  - La Firme (The Firm) – Dave Grusin
  - Le Fugitif (The Fugitive) – James Newton Howard
  - Les Vestiges du jour (The Remains of the Day) – Richard Robbins
- 1995 : Le Roi lion (The Lion King) – Hans Zimmer
  - Forrest Gump – Alan Silvestri
  - Entretien avec un vampire (Interview with the Vampire) – Elliot Goldenthal
  - Les Quatre Filles du docteur March (Little Women) – Thomas Newman
  - Les Évadés (The Shawshank Redemption) – Thomas Newman

De 1996 à 1999 : « Meilleure partition originale d'un film dramatique » (Best original dramatic score) et « Meilleure partition originale d'un film musical ou une comédie » (Best original musical or comedy score).
- 1996 :
  - Meilleure partition originale d'un film dramatique : Le Facteur (Il postino) – Luis Bacalov
    - Apollo 13 – James Horner
    - Braveheart – James Horner
    - Nixon – John Williams
    - Raison et Sentiments (Sense and Sensibility) – Patrick Doyle

  - Meilleure partition originale d'un film musical ou une comédie : Pocahontas : Une légende indienne – Alan Menken et Stephen Schwartz
    - Le Président et Miss Wade (The American President) – Marc Shaiman
    - Sabrina – John Williams
    - Toy Story – Randy Newman
    - Les Liens du souvenir (Unstrung Heroes) – Thomas Newman
- 1997 :
  - Meilleure partition originale d'un film dramatique : Le Patient anglais (The English Patient) – Gabriel Yared
    - Hamlet – Patrick Doyle
    - Michael Collins – Elliot Goldenthal
    - Shine – David Hirschfelder
    - Sleepers – John Williams

  - Meilleure partition originale d'un film musical ou une comédie : Emma, l'entremetteuse (Emma) – Rachel Portman
    - Le Club des ex (The First Wives Club) – Marc Shaiman
    - Le Bossu de Notre-Dame (The Hunchback of Notre Dame) – Alan Menken et Stephen Schwartz
    - James et la Pêche géante (James and the Giant Peach) – Randy Newman
    - La Femme du pasteur (The Preacher's Wife) – Hans Zimmer

- 1998 :
  - Meilleure partition originale pour un film dramatique : Titanic – James Horner
    - Amistad – John Williams
    - Kundun – Philip Glass
    - L.A. Confidential – Jerry Goldsmith
    - Will Hunting (Good Will Hunting) – Danny Elfman

  - Meilleure partition originale pour un film musical ou une comédie : The Full Monty - Le Grand Jeu (The Full Monty) – Anne Dudley
    - Anastasia – Stephen Flaherty (en), Lynn Ahrens, David Newman
    - Le Mariage de mon meilleur ami (My Best Friend's Wedding) – James Newton Howard
    - Men in Black – Danny Elfman
    - Pour le pire et pour le meilleur (As Good as It Gets) – Hans Zimmer

- 1999 :
  - Meilleure partition originale d'un film dramatique : La vie est belle (La vita è bella) – Nicola Piovani
    - Elizabeth – David Hirschfelder
    - Pleasantville – Randy Newman
    - Il faut sauver le soldat Ryan (Saving private Ryan) – John Williams
    - La Ligne rouge (The Thin Red Line) – Hans Zimmer

  - Meilleure partition originale d'un film musical ou une comédie : Shakespeare in Love – Stephen Warbeck
    - 1 001 Pattes (A Bug's Life) – Randy Newman
    - Mulan – Matthew Wilder, David Zippel (en) et Jerry Goldsmith
    - Docteur Patch (Patch Adams) – Marc Shaiman
    - Le Prince d'Égypte (The Prince of Egypt) – Stephen Schwartz et Hans Zimmer

### Années 2000
Depuis 2000 : « Meilleure musique de film » (Best original score).
- 2000 : Le Violon rouge – John Corigliano
  - American Beauty – Thomas Newman
  - Les Cendres d'Angela (Angela's Ashes) – John Williams
  - L'Œuvre de Dieu, la Part du Diable (The Cider House Rules) – Rachel Portman
  - Le Talentueux Mr Ripley (The Talentend Mr. Ripley) – Gabriel Yared
- 2001 : Tigre et Dragon (Wo hu zang long) – Tan Dun
  - Le Chocolat (Chocolat) – Rachel Portman
  - Gladiator – Hans Zimmer
  - Malèna – Ennio Morricone
  - The Patriot : Le Chemin de la liberté (The Patriot) – John Williams
- 2002 : Le Seigneur des anneaux : La Communauté de l'anneau (The Lord of the Rings: the Fellowship of the Ring) – Howard Shore
  - A.I. Intelligence artificielle (A.I.: Artificial Intelligence) – John Williams
  - Un homme d'exception (A Beautiful Mind) – James Horner
  - Harry Potter à l'école des sorciers (Harry Potter and the Philosopher's Stone) – John Williams
  - Monstres et Cie (Monsters, Inc) – Randy Newman
- 2003 : Frida – Elliot Goldenthal
  - Arrête-moi si tu peux (Catch Me If You Can) – John Williams
  - Loin du paradis (Far From Heaven) – Elmer Bernstein
  - The Hours – Philip Glass
  - Les Sentiers de la perdition (Road to Perdition) – Thomas Newman
- 2004 : Le Seigneur des anneaux : Le Retour du roi (The Lord of the Rings: the Return of the King) – Howard Shore
  - Big Fish – Danny Elfman
  - Retour à Cold Mountain (Cold Mountain) – Gabriel Yared
  - Le Monde de Nemo (Finding Nemo) – Thomas Newman
  - House of Sand and Fog – James Horner
- 2005 : Neverland (Finding Neverland) – Jan A. P. Kaczmarek
  - Harry Potter et le Prisonnier d'Azkaban (Harry Potter and the Prisoner of Azkaban) – John Williams
  - Les Désastreuses Aventures des orphelins Baudelaire (Lemony Snicket's A Series of Unfortunate Events) – Thomas Newman
  - La Passion du Christ (The Passion of the Christ) – John Debney
  - Le Village (The Village) – James Newton Howard
- 2006 : Le Secret de Brokeback Mountain (Brokeback Mountain) – Gustavo Santaolalla
  - Mémoires d'une geisha (Memoirs of a Geisha) – John Williams
  - The Constant Gardener – Alberto Iglesias
  - Orgueil et Préjugés (Pride & Prejudice) – Dario Marianelli
  - Munich – John Williams
- 2007 : Babel – Gustavo Santaolalla
  - The Good German – Thomas Newman
  - Chronique d'un scandale (Notes on a Scandal) – Philip Glass
  - Le Labyrinthe de Pan (El Laberinto del fauno) – Javier Navarrete
  - The Queen – Alexandre Desplat
- 2008 : Reviens-moi (Atonement) – Dario Marianelli
  - Les Cerfs-volants de Kaboul (The Kite Runner) – Alberto Iglesias
  - Michael Clayton – James Newton Howard
  - Ratatouille – Michael Giacchino
  - 3 h 10 pour Yuma (3:10 to Yuma) – Marco Beltrami
- 2009 : Slumdog Millionaire – A. R. Rahman
  - L'Étrange Histoire de Benjamin Button (The Curious Case of Benjamin Button) – Alexandre Desplat
  - Les Insurgés (Defiance) – James Newton Howard
  - Harvey Milk (Milk) – Danny Elfman
  - WALL-E – Thomas Newman

### Années 2010
- 2010 : Là-haut (Up) – Michael Giacchino
  - Avatar – James Horner
  - Démineurs (The Hurt Locker) – Marco Beltrami et Buck Sanders (en)
  - Fantastic Mr. Fox – Alexandre Desplat
  - Sherlock Holmes – Hans Zimmer
- 2011 : The Social Network – Trent Reznor et Atticus Ross
  - Le Discours d'un roi (The King's Speech) – Alexandre Desplat
  - Dragons (How to Train your Dragon) – John Powell
  - 127 Heures (127 Hours) – A. R. Rahman
  - Inception – Hans Zimmer
- 2012 : The Artist – Ludovic Bource
  - Les Aventures de Tintin : Le Secret de La Licorne (The Adventures of Tintin : The Secret of the Unicorn) – John Williams
  - Cheval de guerre (War Horse) – John Williams
  - Hugo Cabret (Hugo) – Howard Shore
  - La Taupe (Tinker Tailor Soldier Spy) – Alberto Iglesias
- 2013 : L'Odyssée de Pi (Life of Pi) – Mychael Danna
  - Anna Karénine (Anna Karenina) – Dario Marianelli
  - Argo – Alexandre Desplat
  - Lincoln – John Williams
  - Skyfall – Thomas Newman
- 2014 : Gravity – Steven Price
  - Dans l'ombre de Mary (Saving Mr. Banks) – Thomas Newman
  - Her – William Butler et Owen Pallett
  - Philomena – Alexandre Desplat
  - La Voleuse de livres (The Book Thief) – John Williams
- 2015 : The Grand Budapest Hotel – Alexandre Desplat
  - Imitation Game (The Imitation Game) – Alexandre Desplat
  - Interstellar – Hans Zimmer
  - Mr. Turner – Gary Yershon (en)
  - Une merveilleuse histoire du temps (The Theory of Everything) – Jóhann Jóhannsson
- 2016 : Les Huit Salopards (The Hateful Eight) – Ennio Morricone
  - Carol – Carter Burwell
  - Le Pont des espions (Bridge of Spies) – Thomas Newman
  - Sicario – Jóhann Jóhannsson
  - Star Wars, épisode VII : Le Réveil de la Force (Star Wars: The Force Awakens) – John Williams
- 2017 : La La Land – Justin Hurwitz
  - Jackie – Mica Levi
  - Lion – Dustin O'Halloran et Hauschka
  - Moonlight – Nicholas Britell
  - Passengers – Thomas Newman
- 2018 : La Forme de l'eau (The Shape of Water) – Alexandre Desplat
  - Dunkerque (Dunkirk) – Hans Zimmer
  - Phantom Thread – Jonny Greenwood
  - Star Wars, épisode VIII : Les Derniers Jedi (Stars Wars: The Last Jedi) – John Williams
  - Three Billboards : Les Panneaux de la vengeance (Three Billboards Outside Ebbing, Missouri) – Carter Burwell
- 2019 : Black Panther – Ludwig Göransson
  - BlacKkKlansman : J'ai infiltré le Ku Klux Klan (BlacKkKlansman) – Terence Blanchard
  - Si Beale Street pouvait parler (If Beale Street Could Talk) – Nicholas Britell
  - L'Île aux chiens (Isle of Dogs) – Alexandre Desplat
  - Le Retour de Mary Poppins (Mary Poppins Returns) – Marc Shaiman

### Années 2020
- 2020 : Joker – Hildur Guðnadóttir
  - Les Filles du docteur March (Little Women) – Alexandre Desplat
  - Marriage Story – Randy Newman
  - 1917 – Thomas Newman
  - Star Wars, épisode IX : L'Ascension de Skywalker (Star Wars: Episode IX – The Rise of Skywalker) – John Williams
- 2021 : Soul – Trent Reznor, Atticus Ross et Jon Batiste
  - Da 5 Bloods : Frères de sang (Da 5 Bloods) – Terence Blanchard
  - Mank – Trent Reznor et Atticus Ross
  - Minari – Emile Mosseri
  - La Mission (News of the World) – James Newton Howard
- 2022 : Dune – Hans Zimmer
  - Don't Look Up : Déni cosmique (Don't Look Up) – Nicholas Britell
  - Encanto : La Fantastique Famille Madrigal (Encanto) – Germaine Franco
  - Madres paralelas  – Alberto Iglesias
  - The Power of the Dog – Jonny Greenwood
- 2023 : À l'ouest, rien de nouveau (Im Westen nichts Neues) – Hauschka
  - Babylon – Justin Hurwitz
  - Les Banshees d'Inisherin (The Banshees of Inisherin) – Carter Burwell
  - Everything Everywhere All at Once – Son Lux
  - The Fabelmans – John Williams
- 2024 : Oppenheimer – Ludwig Göransson
  - Fiction à l'américaine (American Fiction) – Laura Karpman
  - Indiana Jones et le Cadran de la destinée (Indiana Jones and the Dial of Destiny) – John Williams
  - Killers of the Flower Moon – Robbie Robertson
  - Pauvres Créatures (Poor Things) – Jerskin Fendrix (en)
- 2025 : The Brutalist – Daniel Blumberg
  - Conclave – Volker Bertelmann
  - Emilia Pérez – Clément Ducol et Camille
  - Wicked – John Powell et Stephen Schwartz
  - Le Robot sauvage (The Wild Robot) – Kris Bowers (en)

## Palmarès par compositeur
Alfred Newman est le compositeur ayant remporté le plus d'Oscar de la meilleure musique de film. Il a par ailleurs été nommé au moins une fois à chaque édition entre 1938 et 1962 (sauf en 1950 et 1958).
Avec 54 nominations (49 pour la meilleure musique de film et 5 pour la meilleur chanson originale), John Williams est la deuxième personne la plus nommée de l'histoire des Oscars après Walt Disney (via sa célèbre société de production).
Après cinq nominations et un Oscar d'honneur en 2007, le compositeur italien Ennio Morricone a reçu son premier Oscar de la meilleure musique de film en 2016. Il devient alors, à l'âge de 87 ans, le plus vieux récipiendaire de toute l'histoire des Oscars du cinéma.
| Rang | Compositeur             | Nominations | Années | Oscar(s) |
| ---- | ----------------------- | ----------- | --- | -------- |
| 1    | Alfred Newman           | 43          | 1938 (×2), 1939 (×3), 1940 (×4), 1941 (×2), 1942 (×2), 1943 (×2), 1944 (×2), 1945 (×2), 1946 (×2), 1947, 1948 (×2), 1949 (×2), 1951, 1952 (×2), 1953, 1954, 1955, 1956 (×2), 1957 (×2), 1959, 1960, 1961, 1962, 1964, 1966, 1968, 1971                                                         | 9        |
| 2    | John Williams           | 49          | 1968, 1970 (×2), 1972, 1973 (×2), 1974 (×2), 1975, 1976, 1978 (×2), 1979, 1981 (×2), 1982, 1983, 1984, 1985 (×2), 1988 (×2), 1989, 1990 (×2), 1991, 1992, 1994, 1996 (×2), 1997, 1998, 1999, 2000, 2001, 2002 (×2), 2003, 2005, 2006 (×2), 2012 (×2), 2013, 2014, 2016, 2018, 2020, 2023, 2024 | 5        |
| 3    | Johnny Green            | 12          | 1948, 1949, 1952 (×2), 1957 (×2), 1958, 1961, 1962, 1964, 1969, 1970 | 4        |
| 4    | André Previn            | 11          | 1951, 1954, 1956, 1959, 1960, 1961 (×2), 1964, 1965, 1968, 1974 | 4        |
| 5    | John Barry              | 6           | 1967, 1969, 1972, 1986, 1991, 1993 | 4        |
| 6    | Alan Menken             | 5           | 1990, 1992, 1993, 1996, 1997 | 4        |
| 7    | Max Steiner             | 26          | 1935 (×2), 1936, 1937 (×2), 1938, 1939, 1940 (×2), 1941, 1942, 1943, 1944, 1945 (×2), 1946, 1947, 1948 (×2), 1949, 1950, 1951, 1953 (×2), 1955, 1956 | 3        |
| 8    | Morris Stoloff          | 18          | 1938, 1939, 1942 (×2), 1943, 1944 (×2), 1945 (×2), 1946 (×2), 1947, 1950, 1954 (×2), 1957, 1961, 1962 | 3        |
| 9    | Ray Heindorf            | 17          | 1943, 1944, 1945 (×2), 1946 (×2), 1947, 1948, 1949, 1950, 1951, 1953, 1954, 1955, 1959, 1963, 1969 | 3        |
| 10   | Miklós Rózsa            | 16          | 1941, 1942 (×2), 1943, 1945 (×2), 1946 (×3), 1947, 1948, 1952, 1953, 1954, 1960, 1962 | 3        |
| 11   | Dimitri Tiomkin         | 15          | 1938, 1940, 1943, 1944, 1945, 1950, 1953, 1955, 1957, 1959, 1961, 1962, 1964, 1965, 1972 | 3        |
| 12   | Maurice Jarre           | 8           | 1963, 1964, 1966, 1978, 1985, 1986, 1989, 1991 | 3        |
| 13   | Roger Edens             | 6           | 1940, 1941, 1943, 1949, 1950, 1951 | 3        |
| 13   | Ken Darby               | 6           | 1957, 1959, 1960, 1962, 1964, 1968 | 3        |
| 15   | Adolph Deutsch          | 5           | 1951, 1952, 1954, 1955, 1956 | 3        |
| 15   | Saul Chaplin            | 5           | 1952, 1954, 1955, 1957, 1962 | 3        |
| 17   | Franz Waxman            | 12          | 1939 (×2), 1941, 1942 (×2), 1946, 1947, 1951, 1952, 1955, 1960, 1963 | 2        |
| 17   | Hans Zimmer             | 12          | 1989, 1995, 1997, 1998, 1999 (×2), 2001, 2010, 2011, 2015, 2018, 2022 | 2        |
| 19   | Alexandre Desplat       | 11          | 2007, 2009, 2010, 2011, 2013, 2014, 2015 (×2), 2018, 2019, 2020 | 2        |
| 20   | Henry Mancini           | 7           | 1955, 1962, 1965, 1971 (×2), 1980, 1983 | 2        |
| 21   | Lennie Hayton           | 6           | 1947, 1949, 1950, 1953, 1969, 1970 | 2        |
| 21   | Michel Legrand          | 6           | 1966 (×2), 1969 (×2), 1972, 1984 | 2        |
| 23   | Erich Wolfgang Korngold | 5           | 1936, 1937, 1939, 1940, 1941 | 2        |
| 23   | Irwin Kostal            | 5           | 1962, 1965, 1966, 1972, 1978 | 2        |
| 25   | Marvin Hamlisch         | 4           | 1974 (×2), 1978, 1983 | 2        |
| 25   | Leonard Rosenman        | 4           | 1976, 1977, 1984, 1987 | 2        |
| 27   | Ralph Burns             | 3           | 1973, 1980, 1983 | 2        |
| 27   | Howard Shore            | 3           | 2002, 2004, 2012 | 2        |
| 27   | Trent Reznor            | 3           | 2011, 2021 (×2) | 2        |
| 27   | Atticus Ross            | 3           | 2011, 2021 (×2) | 2        |
| 31   | Gustavo Santaolalla     | 2           | 2006, 2007 | 2        |
| 31   | Ludwig Göransson        | 2           | 2019, 2024 | 2        |
| 33   | Victor Young            | 19          | 1939 (×2), 1940 (×4), 1941 (×4), 1942, 1943 (×3), 1944, 1946, 1949, 1951, 1957 | 1        |
| 34   | Jerry Goldsmith         | 17          | 1963, 1966, 1967, 1969, 1971, 1974, 1975, 1976, 1977, 1979, 1980, 1983, 1984, 1987, 1993, 1998, 1999 | 1        |
| 35   | Herbert Stothart        | 12          | 1936, 1938, 1939 (×2), 1940, 1941, 1942, 1943, 1944 (×2), 1945, 1946 | 1        |
| 36   | Elmer Bernstein         | 10          | 1956, 1961, 1962, 1963, 1967 (×2), 1968, 1984, 1994, 2003 | 1        |
| 37   | Hugo Friedhofer         | 9           | 1946, 1947, 1948, 1949, 1954, 1957, 1958 (×2), 1959 | 1        |
| 37   | Lionel Newman           | 9           | 1951, 1955, 1957, 1959, 1960, 1961, 1966, 1968, 1970 | 1        |
| 39   | Paul J. Smith           | 8           | 1938, 1941, 1944 (×2), 1946, 1948, 1951, 1958 | 1        |
| 39   | George Stoll            | 8           | 1940, 1941, 1943, 1945, 1946, 1956, 1957, 1963 | 1        |
| 39   | James Horner            | 8           | 1987, 1990, 1996 (×2), 1998, 2002, 2004, 2010 | 1        |
| 42   | Charles Previn          | 7           | 1938, 1939, 1940, 1941, 1942, 1943, 1945 | 1        |
| 42   | Leigh Harline           | 7           | 1938, 1941, 1943 (×2), 1944 (×2), 1963 | 1        |
| 42   | Dave Grusin             | 7           | 1979, 1980, 1982, 1989, 1990, 1991, 1994 | 1        |
| 45   | Richard Hageman         | 6           | 1939, 1940, 1941 (×2), 1942, 1943 | 1        |
| 45   | Aaron Copland           | 6           | 1940 (×2), 1941 (×2), 1944, 1950 | 1        |
| 45   | Ennio Morricone         | 6           | 1979, 1987, 1988, 1992, 2001, 2016 | 1        |
| 48   | Oliver Wallace          | 5           | 1942, 1944, 1951, 1952, 1959 | 1        |
| 48   | Bernard Herrmann        | 5           | 1942 (×2), 1947, 1977 (×2) | 1        |
| 48   | Nelson Riddle           | 5           | 1960, 1961, 1965, 1970, 1975 | 1        |
| 48   | Georges Delerue         | 5           | 1970, 1974, 1978, 1980, 1986 | 1        |
| 48   | Leslie Bricusse         | 5           | 1968, 1970, 1971, 1972, 1983 | 1        |
| 53   | Louis Silvers           | 4           | 1935, 1938, 1939, 1940 | 1        |
| 53   | Leo F. Forbstein        | 4           | 1936, 1937 (×2), 1938 | 1        |
| 53   | Ernest Gold             | 4           | 1960, 1961, 1964, 1970 | 1        |
| 53   | Richard M. Sherman      | 4           | 1965, 1972, 1974, 1978 | 1        |
| 53   | Robert B. Sherman       | 4           | 1965, 1972, 1974, 1978 | 1        |
| 53   | Stephen Schwartz        | 4           | 1996, 1997, 1999, 2025 | 1        |
| 59   | W. Franke Harling       | 3           | 1938, 1940, 1945 | 1        |
| 59   | Frank Churchill         | 3           | 1938, 1942, 1943 | 1        |
| 59   | Bronisław Kaper         | 3           | 1942, 1954, 1963 | 1        |
| 59   | Harry Sukman            | 3           | 1961, 1962, 1967 | 1        |
| 59   | Rachel Portman          | 3           | 1997, 2000, 2001 | 1        |
| 59   | Gabriel Yared           | 3           | 1997, 2000, 2004 | 1        |
| 59   | Elliot Goldenthal       | 3           | 1995, 1997, 2003 | 1        |
| 59   | Dario Marianelli        | 3           | 2006, 2008, 2013 | 1        |
| 68   | Victor Schertzinger     | 2           | 1935, 1938 | 1        |
| 68   | Leo Shuken              | 2           | 1940, 1965 | 1        |
| 68   | Heinz Roemheld          | 2           | 1942, 1943 | 1        |
| 68   | Robert Russell Bennett  | 2           | 1939, 1956 | 1        |
| 68   | Jay Blackton (en)       | 2           | 1956 (×2) | 1        |
| 68   | John Addison            | 2           | 1964, 1973 | 1        |
| 68   | Michael Gore            | 2           | 1981, 1984 | 1        |
| 68   | Luis Bacalov            | 2           | 1967, 1996 | 1        |
| 68   | John Corigliano         | 2           | 1981, 2000 | 1        |
| 68   | A. R. Rahman            | 2           | 2009, 2011 | 1        |
| 68   | Michael Giacchino       | 2           | 2008, 2010 | 1        |
| 68   | Justin Hurwitz          | 2           | 2017, 2023 | 1        |
| 68   | Hauschka                | 2           | 2017, 2023 | 1        |
| 81   | Gus Kahn                | 1           | 1935 | 1        |
| 81   | Harold Arlen            | 1           | 1940 | 1        |
| 81   | John Leipold            | 1           | 1940 | 1        |
| 81   | Ned Washington          | 1           | 1941 | 1        |
| 81   | Carmen Dragon           | 1           | 1945 | 1        |
| 81   | Brian Easdale           | 1           | 1949 | 1        |
| 81   | Sammy Fain              | 1           | 1956 | 1        |
| 81   | Malcolm Arnold          | 1           | 1958 | 1        |
| 81   | Sid Ramin               | 1           | 1962 | 1        |
| 81   | Ken Thorne              | 1           | 1967 | 1        |
| 81   | Burt Bacharach          | 1           | 1970 | 1        |
| 81   | Francis Lai             | 1           | 1971 | 1        |
| 81   | The Beatles             | 1           | 1971 | 1        |
| 81   | Charlie Chaplin         | 1           | 1973 | 1        |
| 81   | Raymond Rasch (en)      | 1           | 1973 | 1        |
| 81   | Larry Russell (en)      | 1           | 1973 | 1        |
| 81   | Nino Rota               | 1           | 1975 | 1        |
| 81   | Carmine Coppola         | 1           | 1975 | 1        |
| 81   | Jonathan Tunick         | 1           | 1978 | 1        |
| 81   | Giorgio Moroder         | 1           | 1979 | 1        |
| 81   | Joe Renzetti            | 1           | 1979 | 1        |
| 81   | Vangelis                | 1           | 1982 | 1        |
| 81   | Bill Conti              | 1           | 1984 | 1        |
| 81   | Alan Bergman            | 1           | 1984 | 1        |
| 81   | Marilyn Bergman         | 1           | 1984 | 1        |
| 81   | Prince                  | 1           | 1985 | 1        |
| 81   | Herbie Hancock          | 1           | 1987 | 1        |
| 81   | David Byrne             | 1           | 1988 | 1        |
| 81   | Ryūichi Sakamoto        | 1           | 1988 | 1        |
| 81   | Cong Su                 | 1           | 1988 | 1        |
| 81   | Anne Dudley             | 1           | 1998 | 1        |
| 81   | Nicola Piovani          | 1           | 1999 | 1        |
| 81   | Stephen Warbeck         | 1           | 1999 | 1        |
| 81   | Tan Dun                 | 1           | 2001 | 1        |
| 81   | Jan A. P. Kaczmarek     | 1           | 2005 | 1        |
| 81   | Ludovic Bource          | 1           | 2012 | 1        |
| 81   | Mychael Danna           | 1           | 2013 | 1        |
| 81   | Steven Price            | 1           | 2014 | 1        |
| 81   | Hildur Guðnadóttir      | 1           | 2020 | 1        |
| 81   | Jon Batiste             | 1           | 2021 | 1        |
| 81   | Daniel Blumberg         | 1           | 2025 | 1        |